# Carlos Sánchez (Fußballspieler, 1984)
Carlos Sánchez, vollständiger Name Carlos Andrés Sánchez Arcosa, (* 2. Dezember 1984 in Montevideo) ist ein uruguayischer Fußballspieler.

## Karriere

### Verein
Der 1,70 Meter große Mittelfeldakteur Sánchez ist der Halbbruder mütterlicherseits des Fußballspielers Nicolás De La Cruz. Er gehörte von der Apertura 2003 bis in die Clausura 2008 dem Kader von Liverpool Montevideo an. In der Saison 2003 kam er dort zu 18 Einsätzen (kein Tor) in der Primera División. 2008 folgte eine Station in Venezuela beim Aragua FC. In der Clausura und Apertura des Jahres 2009 spielte er erneut für Liverpool Montevideo. In der Saison 2009/10 absolvierte er für die Montevideaner 13 Erstligabegegnungen und schoss ein Tor. Sodann wechselte er nach Argentinien zu Godoy Cruz. Dort bestritt er in der Spielzeit 2009/10 16 Partien (ein Tor) und 2010/11 33 Spiele (vier Tore) in der Primera División. Im Juli 2011 schloss er sich dem seinerzeitigen Zweitligisten River Plate an. Mit 34 Einsätzen und vier Treffern trug er dort in der Saison 2011/12 zum Aufstieg bei. In der nachfolgenden Erstligaspielzeit 2012/13 lief er 34-mal in der Liga auf und schoss sechs Tore. 2013/14 folgte ein weiterer Einsatz (kein Tor) in der Primera División. Anfang September 2013 wurde er an den mexikanischen Verein Puebla FC ausgeliehen. Bei 27 absolvierten Erstligabegegnungen traf er dort insgesamt sechsmal ins gegnerische Tor. 
Zur Jahresmitte 2014 kehrte er zu River Plate nach Buenos Aires zurück. Ende des Jahres gewann er mit der Mannschaft die Copa Sudamericana 2014. Dazu trug er mit neun Einsätzen und einem Tor bei. Ebenfalls siegte er mit den Argentiniern bei der Recopa Sudamericana 2015 und steuerte in beiden Finalspielen jeweils den 1:0-Siegtreffer seiner Mannschaft bei. Sodann triumphierte sein Verein bei der Copa Libertadores 2015. Dabei wurde er 14-mal im Turnierverlauf aufgestellt und traf viermal. Seit Beginn seines zweiten Engagements bei dem argentinischen Hauptstadtklub lief er 31-mal in der Primera División auf und erzielte sieben Treffer. Weiterhin bestritt er sechs Spiele (drei Tore) im Rahmen der Copa Sudamericana 2015 und zwei Partien (kein Tor) bei der FIFA-Klub-Weltmeisterschaft 2015.
Mitte November 2015 vermeldete der mexikanische Klub CF Monterrey, bestätigt durch die gleichlautende Erklärung von Sánchez' Berater Nelson Ferro, seine Verpflichtung zum Torneo Clausura 2016. Man habe sich auf den Abschluss eines Dreijahresvertrag geeinigt. River Plate dementierte dies unter Verweis auf den bis 31. Dezember 2015 laufenden Vertrag zwar zunächst und drohte aufgrund der vor Aufnahme von Vertragsverhandlungen mit dem Spieler unterbliebenen Kontaktaufnahme der Mexikaner mit dem argentinischen Klub wegen Verstosses gegen FIFA-Bestimmungen mit juristischen Schritten gegenüber dem mexikanischen Verein. Allerdings bekräftigte Sánchez wenige Tage später den Wechsel zum Jahresende 2015. Sein Berater verwies im Zuge des Vertragsschlusses darauf, dass die deutlich besseren wirtschaftlichen Konditionen des neuen Vertrages Sánchez eine finanzielle Absicherung nach dem Karriereende ermöglichen. 
Seine überzeugenden Leistungen bei den Argentiniern führten zu seiner Ernennung zu Südamerikas Fußballer des Jahres 2015.
Bei den Mexikanern kam er (Stand: 26. Juni 2020) 15-mal (sieben Tore) in der Copa México, 77-mal (zwölf Tore) in der höchsten mexikanischen Spielklasse und zweimal (kein Tor) in der CONCACAF Champions League zum Einsatz.
Auch beim FC Santos, wo er 2018 hinwechselte, integrierte er sich sehr gut und hatte sofort einen Stammplatz. Bei dem Klub blieb Sanchez bis Ende des Jahres 2022. Dann kündigte er seinen noch bis Juli 2023 laufenden Vertrag. Er wechselte in seine Heimat zu Peñarol Montevideo. Der Kontrakt wurde befristet bis Jahresende 2023.

### Nationalmannschaft
Sánchez debütierte am 13. November 2014 unter Trainer Óscar Tabárez beim 3:3-Unentschieden gegen Costa Rica im Rahmen der Copa Antel mit einem Startelfeinsatz in der A-Nationalmannschaft Uruguays. Für die Copa América 2015 in Chile wurde er ins uruguayische Aufgebot berufen und erreichte mit dem Team das Viertelfinale.
Insgesamt absolvierte er bislang 14 Länderspiele (kein Tor). Sein vorläufig letzter Einsatz in der Nationalelf datiert vom 17. November 2015.

## Erfolge
- Copa Libertadores: 2015
- Copa Sudamericana: 2014
- Recopa Sudamericana: 2015
- Südamerikas Fußballer des Jahres: 2015